# Begraafplaats Heidehof
Begraafplaats Heidehof is een gemeentelijke begraafplaats aan de Engelanderholt in de Nederlandse woonplaats Ugchelen (gemeente Apeldoorn).
De begraafplaats heeft een onregelmatig grondplan met een oppervlakte van 21,26 ha. Ze bestaat uit twee delen. Het oudste deel werd aangelegd in 1940 en heeft het uitzicht van een park waar doorheen kronkelende paden lopen. De latere uitbreiding heeft een strakker patroon met rechtlijnige paden en percelen. De toegang bestaat uit een dubbel metalen hek tussen bakstenen zuilen, geflankeerd door twee kleinere poortjes. Vanaf deze toegang loopt een pad naar het midden van het oorspronkelijke gedeelte waar zich een crematorium bevindt. De begraafplaats wordt begrensd door een metalen draadafsluiting en een haag of heesters.

## Bekende personen
Op deze begraafplaats liggen begraven:
- Gerard Laumans
- Czesław Oberdak
- Pieter Puijpe
- Sanne Sannes
- Remco Vogelzang
- Johannes Cornelis Wienecke

## Oorlogsgraven
Aan de rechterkant van het centrale pad ligt een perk met 57 Britse militaire graven uit de Tweede Wereldoorlog. Bij dit militaire perk staat het Cross of Sacrifice naar ontwerp van Reginald Blomfield.
In 1942 werd hier een perceel gereserveerd voor de geallieerde gesneuvelden. Een deel van de oorspronkelijk graven zijn later naar elders overgebracht.
Er liggen 50 Britten, 3 Canadezen, 2 Australiërs en 1 Nieuw-Zeelander. De Tsjecho-Slowaakse onderofficier Oldrich Jambor diende bij de Royal Air Force. De grote meerderheid van de gesneuvelden waren bemanningsleden van bommenwerpers die boven Nederland werden neergeschoten.
De militaire graven staan bij de Commonwealth War Graves Commission geregistreerd onder Apeldoorn (Ugchelen-Heidehof) General Cemetery.

### Onderscheiden militairen
- de vliegeniers William K. Bennett, John R. Pennington en Everard F. Healey werden onderscheiden met het Distinguished Flying Cross (FDC). Laatstgenoemde ontving ook de Distinguished Flying Medal (DFC, DFM).

Op deze begraafplaats liggen ook nog enkele burgers die op 8 maart 1945 gefusilleerd werden als represaille voor de aanslag op Hanns Rauter.